# 4426 Рьорих
(4426) Рьорих (алтернативно означение 1969 TB6) е астероид в основния пояс. Окрит е на 15 декември 1969 г. от Людмила Черних.